# Zaid Al-Khas
Zaid Al-Khas, né le 7 mars 1976, en Jordanie, est un joueur jordanien de basket-ball. Il évolue aux postes d'ailier fort et de pivot.

## Palmarès
- 3e du championnat d'Asie 2009
- Finaliste du championnat d'Asie 2011